# 東萊姆普斯特 (新罕布什爾州)
東萊姆普斯特（英語：East Lempster）是位於美國新罕布什爾州沙利文縣的非建制地區。

## 歷史
東萊姆普斯特的郵局自1843年營運至今。

## 地理
東萊姆普斯特所處的海拔為高於海平面372米（即1220英呎），而該地所採用的時區為UTC-5，即北美东部时区（EST）。同時該地設有夏令時間，為UTC-5調快一小時，即UTC-4（EDT）。